# 장유바이
장유바이(蔣友柏(장우백) 또는 Demos Youbau Chiang(데모스 유보 챙), 1976년 9월 10일 ~ )는 중화민국 타이완의 기업인이자 개신교 신자이다.

## 주요 이력

### 직계 가족 관계
그는 중화민국 총통을 지낸 장징궈(蔣經國)의 적손자(嫡孫子)이다.